# Zorit
Zorit ist ein sehr selten vorkommendes Mineral aus der Mineralklasse der „Silikate und Germanate“. Es kristallisiert im orthorhombischen Kristallsystem mit der chemischen Zusammensetzung Na6Ti5[(O,OH)5|(Si6O17)2]·11H2O, ist also ein wasserhaltiges Natrium-Titan-Silikat mit zusätzlichen Sauerstoff- oder Hydroxidionen.
Zorit ist durchscheinend und entwickelt nur kleine, prismatisch-nadelige Kristalle bis etwa zwei Millimeter Länge mit glasähnlichem Glanz auf den Oberflächen, die meist miteinander zu polykristallinen Täfelchen oder radialstrahligen Aggregaten verwachsen sind. Aufgrund der vielfachen Lichtbrechung erscheint das Mineral daher in reiner Form weiß, allerdings nimmt es durch Fremdbeimengungen oft eine zartrosa bis rosenrote Farbe an. Die Strichfarbe von Zorit ist jedoch immer weiß.

## Besondere Eigenschaften
Zorit ist unlöslich in Wasser, zersetzt sich jedoch langsam in verdünnter Salzsäure (HCl) und Salpetersäure (HNO3) unter Bildung von Kieselgel.

## Etymologie und Geschichte
Erstmals entdeckt wurde Zorit zusammen mit Rait im „Jubileinaja“-Pegmatitgang am Karnassurt im Bergmassiv Lowosero-Tundra auf der russischen Halbinsel Kola und beschrieben 1973 durch A. N. Mer'kov, I. V. Bussen, E. A. Goiko, E. A. Kul'chitskaya, Y. P. Men'shikov und A. P. Nedorezova, die das Mineral in Anlehnung an dessen meist rosafarbigen Kristalle nach dem russischen Wort заря (deutsch transkribiert sarja) bzw. dem umgangssprachlichen Diminutiv зорька (sorka) für Morgenröte.
Typmaterial des Minerals wird im Geologischen Museum der Akademie der Wissenschaften in Apatity (Katalog-Nr. 3144, 3207) auf der russischen Halbinsel Kola, im Mineralogischen Museum der Universität Sankt Petersburg (Katalog-Nr. 15286, 18102, 18155) und im Bergbau-Museum der Staatlichen Bergbau-Universität Sankt Petersburg (Katalog-Nr. 1059/1–5) sowie im Mineralogischen Museum der Russischen Akademie der Wissenschaften in Moskau (Katalog-Nr. 74486–74488) aufbewahrt.

## Klassifikation
In der veralteten 8. Auflage der Mineralsystematik nach Strunz war der Zorit noch nicht aufgeführt.
In der zuletzt 2018 überarbeiteten Lapis-Systematik nach Stefan Weiß, die formal auf der alten Systematik von Karl Hugo Strunz in der 8. Auflage basiert, erhielt das Mineral die System- und Mineralnummer VIII/F.22-010. Dies entspricht der Klasse der „Silikate“ und dort der Abteilung „Ketten- und Bandsilikate“, wo Zorit zusammen mit Chivruaiit, Haineaultit, Senkevichit, Tinaksit und Tokkoit eine unbenannte Gruppe mit der Systemnummer VIII/F.22 bildet.
Die von der International Mineralogical Association (IMA) zuletzt 2009 aktualisierte 9. Auflage der Strunz’schen Mineralsystematik ordnet den Zorit in die Klasse der „Silikate und Germanate“ und dort in die Abteilung „Ketten- und Bandsilikate (Inosilikate)“ ein. Hier ist das Mineral in der Unterabteilung „Ketten- und Bandsilikate mit 3-periodischen Einfach- und Mehrfachketten“ zu finden, wo es zusammen mit Chivruaiit eine unbenannte Gruppe mit der Systemnummer 9.DG.45 bildet.
In der vorwiegend im englischen Sprachraum gebräuchlichen Systematik der Minerale nach Dana hat Zorit die System- und Mineralnummer 66.03.01.02. Das entspricht der Klasse der „Silikate“ und dort der Abteilung „Kettensilikate: Doppelte unverzweigte Ketten, W=2“. Hier findet er sich innerhalb der Unterabteilung „Kettensilikate: Doppelte unverzweigte Ketten, W=2 mit Ketten P>2“ in der Gruppe „P=3“, in der auch Xonotlit, Eudidymit, Epididymit, Yuksporit, Haineaultit und Chivruaiit eingeordnet sind.

## Bildung und Fundorte

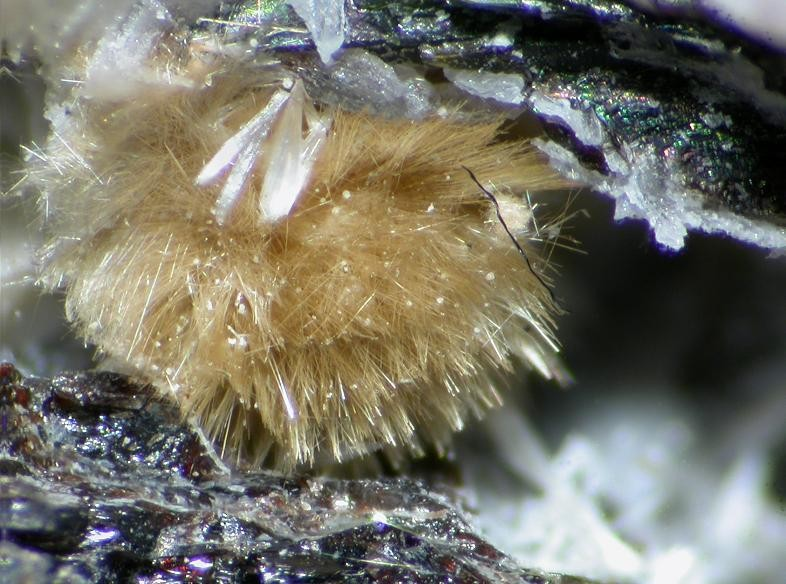
Rait (goldbraun) und Zorit (weiß) aus der Typlokalität „Jubileinaja“-Pegmatitgang, Karnassurt, Halbinsel Kola, Russland (Sichtfeld 4 mm)

Zorit bildet sich in alkalischen Pegmatiten, wo er sich in der Nachphase hydrothermaler Vorgänge als Rissfüllung und in Hohlräumen ablagert. Als Begleitmineral können neben Rait unter anderem noch Aegirin, Mountainit, Natrolith und Nephelin auftreten.
Neben seiner Typlokalität im „Jubileinaja“-Pegmatitgang am Karnassurt (Lowosero, Halbinsel Kola) in Russland sind bisher keine weiteren Fundorte für Zorit bekannt (Stand 2014).

## Kristallstruktur
Zorit kristallisiert orthorhombisch in der Raumgruppe Cmmm (Raumgruppen-Nr. 65) mit den Gitterparametern a = 23,24 Å; b = 7,24 Å und c = 6,96 Å sowie einer Formeleinheit pro Elementarzelle.